# Donkey Kong Jungle Beat
Donkey Kong Jungle Beat (ドンキーコングジャングルビート?, Donkī Kongu Janguru Bīto) è un videogioco a piattaforme per Nintendo GameCube in cui si comanda Donkey Kong con i DK Bongos. In Europa è stato pubblicato il 4 febbraio 2005.
È stata pubblicata il 5 giugno 2009 (in Europa) una nuova versione del gioco adattata per Wii nella serie New Play Control!, che prevede l'aggiornamento di giochi per GameCube al sistema di controllo della nuova console.

## Trama
Così come già fatto in passato, Donkey Kong deve affrontare una nuova avventura raccogliendo più banane possibile e spodestare i malvagi Re Gorilla che vigono sulle sorti della giungla in una serie di scontri.

## Modalità di gioco
Il gioco è diviso in quattro mondi (più un livello finale) e ogni mondo del gioco è diviso in tre distinte sezioni platform, la terza delle quali termina con il boss del mondo, per un totale di tredici livelli. Donkey Kong salta, corre, si arrampica, nuota e combatte chiassosamente e freneticamente in un ambiente di colori sgargianti.
Donkey Kong Jungle Beat sfrutta essenzialmente pochi ma immediati comandi: battendo la mano sul bongo destro o su quello sinistro si andrà nella rispettiva direzione, colpendoli entrambi il gorilla potrà saltare, mentre un battito di mani stodirà i nemici o sarà legato ad una serie di speciali eventi. Nonostante i DK Bongos lo lascino pensare, Jungle Beat non è un vero e proprio gioco musicale, giacché la colonna sonora non agisce né è coinvolta nelle gesta del nostro eroe.
Nella versione per Wii ci si sposta con la levetta analogica del Nunchuck, si salta con il pulsante A, ci si china con B e si fanno battere le mani a Donkey Kong con uno scossone dato al Telecomando Wii o al Nunchuck. Diversamente dalla versione per Gamecube, l'effetto del battito di mani ha effetto solo nella direzione in cui è rivolto Donkey Kong e non tutto intorno. Inoltre è stato modificato anche il sistema della salute e delle vite, che non è più garantito dal numero di battiti sui bonghi ma da dei cuori che si potranno raccogliere nel corso dell'avventura, per un massimo di tre. La versione per Wii non è affatto compatibile con i DK Bongos, ma vi è stata aggiunta la visualizzazione in 16:9.